# Hart Bochner
Hart Matthew Bochner (Toronto, 3 ottobre 1956) è un attore, regista e produttore cinematografico canadese.

## Biografia
Di religione ebraica, è figlio dell'attore Lloyd Bochner e della pianista Ruth Roher.

## Filmografia parziale

### Cinema
- Isole nella corrente (Islands in the Stream), regia di Franklin J. Schaffner (1977)
- Terror Train, regia di Roger Spottiswoode (1980)
- Ricche e famose (Rich and Famous), regia di George Cukor (1981)
- Supergirl - La ragazza d'acciaio (Supergirl), regia di Jeannot Szwarc (1984)
- The Wild Life, regia di Art Linson (1984)
- Cercasi l'uomo giusto (Making Mr. Right), regia di Susan Seidelman (1987)
- Trappola di cristallo (Die Hard), regia di John McTiernan (1988)
- Apartment Zero, regia di Martin Donovan (1989)
- Mr. Destiny, regia di James Orr (1990)
- La mia adorabile nemica (Anywhere but Here), regia di Wayne Wang (1999)
- Urban Legend - Final Cut, regia John Ottman (2000)
- Liberty Stands Still, regia di Kari Skogland (2002)
- Lo sguardo di Satana - Carrie (Carrie) , regia di Kimberly Peirce (2013)
- L'eccezione alla regola (Rules Don't Apply), regia di Warren Beatty (2016)

### Televisione
- Ricordi di guerra (War and Remembrance) – miniserie TV, 12 puntate (1988-1989)
- Grey's Anatomy - serie TV, episodio 9x16 (2013)
- Franklin & Bash - serie TV, episodio 3x09 (2013)
- Feed Me - serie TV, 1 episodio (2014)
- Scandal - episodio 4x19 (2015)
- Royal Pains - episodio 7x08 (2015)
- Criminal Minds - serie TV, episodio 12x20 (2017)
- Too Old to Die Young - miniserie TV, 4 episodi (2019)
- The Dropout - serie TV, 1 episodio (2022)

## Doppiatori italiani
Nelle versioni in italiano delle opere in cui ha recitato, Hart Bochner è stato doppiato da:
- Roberto Chevalier ne Il segreto del mare, Lo sguardo di Satana - Carrie
- Fabrizio Temperini in Terror Train
- Manlio De Angelis in Ricche e famose
- Vittorio De Angelis in Urban Legend - Final cut
- Mario Cordova in Supergirl - La ragazza d'acciaio
- Alessandro Rossi in Cercasi l'uomo giusto
- Carlo Valli in Trappola di cristallo
- Maurizio Reti in Ricordi di guerra
- Massimo Rossi in Night Visions
- Massimo Lodolo in Liberty Stands Still
- Francesco Pannofino in Crossing Jordan
- Alberto Angrisano in Leverage – Consulenze illegali
- Claudio Moneta in Scandal
- Luciano Roffi in Criminal Minds
- Alessandro Ballico ne L'eccezione alla regola
- Pino Insegno in Grey's Anatomy
- Gianluca Tusco in Too Old to Die Young
- Luca Semeraro in Ricordi di guerra (ridoppiaggio)

Da doppiatore è sostituito da:
- Gianni Bersanetti in Batman: La maschera del fantasma